# Wuhan Greenland Center
Das Wuhan Greenland Center ist ein Wolkenkratzer in Wuhan, Provinz Hubei, China.
Der von dem Architekturbüro Adrian Smith + Gordon Gill Architecture geplante Wolkenkratzer sollte ursprünglich bei Fertigstellung im Jahr 2020 eine Höhe von 125 Stockwerken und 626 Meter erreichen. Im Oktober 2019 wurde die Höhe auf 475 Meter und 97 Stockwerke reduziert. Nach einem zwischenzeitlichen Baustopp erreicht das Gebäude 2020 seine finale Höhe. Das Gebäude wurde 2023 eröffnet.